# فالديني روشا دي أوليفيرا
فالديني روشا دي أوليفيرا (27 أكتوبر 1971 في البرازيل – )؛ هو لاعب كرة قدم سابق كان يلعب كمهاجم.

## وصلات خارجية
- فالديني روشا دي أوليفيرا على موقع رابطة كرة القدم اليابانية للمحترفين (اليابانية)